# Mapania cuspidata
Mapania cuspidata är en halvgräsart som först beskrevs av Friedrich Anton Wilhelm Miquel, och fick sitt nu gällande namn av Hendrik Uittien. Mapania cuspidata ingår i släktet Mapania och familjen halvgräs.

## Underarter
Arten delas in i följande underarter:
- M. c. angustifolia
- M. c. cuspidata